# Яскраві вогні, велике місто
«Яскраві вогні, велике місто» (англ. Bright Lights, Big City) — драма 1988 року.

## Сюжет
Джеймі Конвей — талановитий молодий чоловік, він працює в модному журналі редактором і мріє стати письменником. Але його переслідують суцільні неприємності: рік тому від раку померла мати, а нещодавно від нього пішла дружина. Крім того у Джеймі творча криза і він починає вживати наркотики щоб втекти з реального світу у світ мрій.

## У ролях
| Актор              | Роль          |
| ------------------ | ------------- |
| Майкл Джей Фокс    | Джеймі Конвей |
| Кіфер Сазерленд    | Тед Оллагаш   |
| Фібі Кейтс         | Аманда        |
| Свузі Керц         | Меган         |
| Френсіс Стернхаген | Клара         |
| Трейсі Поллан      | Вікі          |
| Джон Гаусман       | містер Фогель |
| Чарлі Шлаттер      | Майкл         |
| Девід Воррілоу     | Ріттенхаус    |
| Даян Віст          | мати          |
| Алек Мапа          | Ясу Вейд      |
| Вільям Гіккі       | людина тхір   |
| Джина Белафонте    | Кеті          |
| Сем Робардс        | Річ Ваньє     |
| Бернард Зетте      | Стіві         |
| Маріка Блоссфелдт  | дівчина       |
| Джессіка Ланді     | Тереза        |
| Келлі Лінч         | Елейн         |
| Пітер Бойден       | метрдотель    |
| Аннабелль Гурвич   | Барбара       |